# Parc éolien de Jepirachí
Le parc éolien Jepírachi est un parc éolien situé dans le département de La Guajira, en Colombie, en bord de mer au sud-ouest de la baie Portete. Entré en service le 19 avril 2004, il est le premier de ce type en Colombie. Composé de 15 éoliennes Nordex N60/250 de 1 300 kW chacune, le parc a une capacité de 19,5 MW, pour une production annuelle théorique de 87,3 GWh,.

## Toponymie
Le terme Jepírachi désigne les vents provenant du nord-est en wayuu, la langue des  amérindiens Wayuu vivant dans la péninsule de La Guajira.

## Localisation
La péninsule de Guajira est caractérisée par les alizés soufflante tout au long de l'année, permettant de produire de l'énergie éolienne. Le parc est situé au bord de la mer des Caraïbes, à environ 3 kilomètres à l'ouest de Puerto Bolívar et de la baie Portete.

## Études et construction
Les études de faisabilités se sont déroulées à partir de 1999, en concertation avec la communauté Wayuu vivant sur place,. La construction débute en 2002 et se termine en 2004, pour une mise en service le 19 avril de la même année.
Le parc est enregistré comme un mécanisme de développement durable selon la Convention-cadre des Nations unies sur les changements climatiques

## Production
Composé de 15 éoliennes Nordex N60/250 de 1 300 kW chacune, le parc est géré par Empresas Públicas de Medellín. Il a une capacité de 19,5 MW, pour une production annuelle théorique de 87,3 GWh.